# Jume miru ucsú
A Jume miru ucsú (夢見る宇宙; „Álmodó univerzum”; Hepburn: Yume miru uchū) a Buck-Tick japán rockegyüttes tizennyolcadik nagylemeze, mely 2012-ben jelent meg. Saját alapítású kiadójuk, a Lingua Sounda első kiadványa. 14. volt az Oricon slágerlistáján és 12. a Billboard Japan albumlistáján, 19 807 eladott példánnyal. A borítót Gustav Klimt Aranyhalak című festménye ihlette.

## Dallista
Az összes dalszöveg szerzője Szakurai Acusi, kivéve, ahol külön jelölve van; az összes szám szerzője Imai Hiszasi, kivéve, ahol külön jelölve van.
| #   | Cím                                                                      | Dalszöveg    | Zene            | Hossz |
| --- | ------------------------------------------------------------------------ | ------------ | --------------- | ----- |
| 1.  | Elise no tame ni -Rock For Elise- (エリーゼのために -ROCK for Elise-)    | Imai Hiszasi |                 | 4:24  |
| 2.  | Climax Together                                                          | Imai Hiszasi |                 | 4:53  |
| 3.  | Lady Skeleton                                                            |              |                 | 4:07  |
| 4.  | Ningjo -Mermaid- (人魚 -mermaid-)                                        |              | Hosino Hidehiko | 4:04  |
| 5.  | Jumedzsi (夢路)                                                          |              | Hosino Hidehiko | 4:03  |
| 6.  | Only You -We Are Not Alone-                                              | Imai Hiszasi |                 | 4:06  |
| 7.  | Kindzsi rareta aszobi -Adult Children- (禁じられた遊び -ADULT CHILDREN-) |              |                 | 5:02  |
| 8.  | Jaszó (夜想)                                                             |              |                 | 3:50  |
| 9.  | Inter Raptor                                                             |              |                 | 4:02  |
| 10. | Miss Take –I'm Not Miss Take-                                            | Imai Hiszasi |                 | 4:48  |
| 11. | Jume miru ucsú -Cosmix- (夢見る宇宙 -cosmix-)                            |              |                 | 4:27  |

| 1. | Climax Together (videóklip)                                                               |  |
| 2. | Night Side ~Rainy~ (2012. június 10-i Hibiya Open-Air Concert Hall koncert élő felvétele) |  |
| 3. | Elise no Ttame ni (エリーゼのために)                                                      |  |
| 4. | Revolver                                                                                  |  |
| 5. | Sippú no Blade Runner (疾風のブレードランナー)                                            |  |
| 6. | Jume miru ucsú (夢見る宇宙)                                                               |  |
| 7. | My Fuckin' Valentine                                                                      |  |